# 正五位
正五位（しょうごい）とは、日本の位階及び神階における位のひとつ。従四位の下、従五位の上に位する。贈位の場合、贈正五位という。

## 概要
正五位は、律令制下において上下にわけられ、官位相当では主に京官、特に次官ないし判官相当の位階として充てられた。例えば太政官の左右中弁や小弁、八省の大輔、大判事、職の大膳大夫、近衛府の少将、衛門府、兵衛府の督などが挙げられる。
武家においては、鎌倉時代に北条氏の一門が叙せられたほか、豊臣氏の政権下における大名の位階としても叙位がなされたが、江戸時代には従四位下や従五位下の叙位が集中したため、幕藩体制の中の武家で正五位に叙せられた者は少ない。江戸時代の主な叙任者は宮廷の地下官人や親王家・五摂家・清華家などに仕えた諸大夫であり、朝廷関係者の専用の位階ということができる。
明治時代以降には、叙位条例が制定されたことに伴い、従四位以上は勅授、正五位以下は、奏授により位階を授けられることとなった。特に、明治以降は維新に功労のあった志士について、主に家老職にない中堅・下級武士の者が多く追贈され、歴史上の人物としては、間宮林蔵（1904年（明治37年）4月22日）贈位された他、鎌倉時代、金沢文庫の創設など文化的な功績を残した北条実時（1915年（大正4年）11月10日）が追贈の対象とされた。なお、政府の官吏に対する位階としては内閣法制局長官や政務次官、軍人については少将が正五位に叙されるなど、中堅官僚・軍人の位階として位置づけられた。
現行制度では、位階は死没者に対する栄典として与えられることとなっており、大学・短期大学・高等専門学校において名誉教授の称号を受けた者、民間企業の経営者のうち秀逸な業績のある者、あるいは、公務員として功績のある者や、旭日中綬章など（旧勲三等）を受けた芸術家、学術研究に功績のある学者、芸能・文化活動に功績のある芸能人などが叙せられている。

## 維新後贈位者（贈正五位）
- 1882年（明治15年）6月3日[1]
  - 林子平、佐藤信淵
- 1883年（明治16年）8月6日[2] - 桜山茲俊
- 1887年（明治20年）1月15日[2] - 小原鉄心（是水）
- 1890年（明治23年）2月14日[3] - 井関盛艮
- 1891年（明治24年）12月17日[4]
  - 村井政礼、河村季興、富田織部、古高俊太郎、曲直瀬道策、長尾郁三郎、大高又次郎、有吉熊次郎、弘勝之助、白石正一郎、白石廉作、土屋蕭海（矢之助）、田中軍太郎、星野文平、丹羽精蔵、保田信六郎（信解）、森喜右衛門、高橋作也、本多小太郎、沢島信三郎、村田精一、豊田謙次、加藤司書、大浦遠、海賀宮門、吉田直人、中野治平、太田権右衛門、詫間樊六、沖剛介、増井熊太、松田市太夫、村川直方（与一右衛門）、下野勘平、佐々耕庵、井汲唯一、駒井躋庵、不破富太郎、青木新三郎、千秋藤篤（順之助）、大野木仲三郎、小川幸三、福岡総助、野崎主計、深瀬繁理、田中主馬蔵、三好清房（監物）、吉田守隆（大八）、目時隆之進、中島源蔵、野村望東尼（浦野望東）、池田幸（川瀬幸）
- 1893年（明治26年）1月27日[5]
  - 三井高福、小野善助、島田八郎左衛門
- 1896年（明治29年）9月19日[5] - 南部師行
- 1897年（明治30年）4月21日[6] - 県信緝
- 1898年（明治31年）7月4日[7]
  - 岸上弘、中島虎之助、岡村定之丞、山崎弥平、中村勝右衛門、泉仙介、稲垣覚之丞、堀齊（蒲生済助）、村山半牧（秀一郎）、星野藤兵衛、安東鉄馬、得能淡雲、河合伝十郎、伊舟城源一郎、萩原虎六、江坂元之助、松下鉄馬、市川豊次、六物空満、田中瑳磨介、千葉郁太郎、奥田万次郎、横田友次郎、尾崎健蔵、須山万、中原吉兵衛、仙石佐多雄、石川貞幹（一）、水郡善之祐、粟屋良之助、高橋雄太郎、田河藤馬之丞、阿閉権之丞、槙島錠之助、増田仁右衛門、深栖幾太郎（俊助）、関元吉、渡辺宗助、前田繁馬、鍋島米之助、森下幾馬、楠目清馬（藤盛）、安岡直行（斧太郎）、土居佐之助、森下儀之助、沢村幸吉、田所重道（騰次郎）、島村省吾、能勢達太郎、安藤真之助、伊藤甲之助、柳井健次、上岡胆治、尾崎幸之進、中平龍之助、那須俊平、柏原禎吉、近藤為美（次郎太郎）、石川潤次郎、千屋金策、井原応輔、島浪間、宮地宜蔵、大利鼎吉、近藤長次郎（昶次郎）、沢村惣之丞、宮川助五郎、上田楠次、小笠原唯八、安岡正美（覚之助）、島村雅事、島村洲平、古沢南洋、片岡孫五郎、岡元太郎、丸田監物、藤井織之助、深瀬仲麿、乾十郎、井沢宜庵、橋本若狭
- 1898年（明治31年）10月10日[8]
  - 楢林宗建、江坂栄次郎
- 1898年（明治31年）10月25日[9]
  - 林久実、中万徳次、町田実義、関谷豁、山本忠知、中野信陽、高橋義篤、志摩清直、瀬之口覚四郎、三宅貞造、永田廉平、石塚鋳太、竹内英男
- 1898年（明治31年）12月23日[10]
  - 新保正、神田音熊、樺山勇輔、新谷徳平、青山忠次、林鉄三
- 1901年（明治34年）8月13日[11]
  - 服部尚、武久三保三郎、河内山諦
- 1901年（明治34年）8月24日[11] - 菅文三
- 1902年（明治35年）11月8日[12]
  - 甲斐右膳、中島名左衛門、稲田重蔵、佐野竹之介、黒澤忠三郎、大関和七郎、広岡子之次郎、山口辰之介、森五六郎、岡部三十郎、鯉淵要人、杉山弥一郎、蓮田一五郎、森山繁之介、広木松之介、川崎孫四郎、山崎猟蔵、木村権之衛門、中村恒次郎、筑紫衛（義門）、森通寧（勤作）、江上栄之進、伊藤清兵衛、安田喜八郎、今中祐十郎、中村哲蔵、今中作兵衛、瀬口三兵衛、佐座謙三郎、伊丹真一郎、大神茂興（壱岐）、堀六郎、斉田要七、野村助作、長野一郎、辻幾之祐、有村次左衛門、日下部裕之進、青木与三郎、加藤常吉、池尻茂四郎、松浦八郎、井村簡二、半田門吉、深野孫兵衛、佐々金平、高木元右衛門、小坂小次郎、西島亀太郎、宮部春蔵、加屋四郎、政所有緜、鷹羽浄典、渋川栄承、宇都宮尭珉、宇都宮有允、佐竹織江、藤山衛門、水谷左門、堀潜太郎、元森熊次郎、天宮慎太郎、藤村太郎、阿川四郎、山田鵬輔、阿部宗兵衛、世木騎六、駒井政五郎、渡辺与八、玉木彦助、竹本多門、石川厚狭介、宮田半四郎、後藤深造（上田宗児）、平野光次郎
- 1903年（明治36年）11月13日[13]
  - 黒田与一郎、古東領左衛門、美馬君田（援造）、田岡俊三郎、松井中務、西村敬蔵、淡海槐堂、秋元安民（正一郎）、境野求馬、長谷川敬、尾崎忠征（八衛）、高田快清、長谷川速水、村松文三、白石平八郎、西山尚義（謙之助）、松尾多勢子
- 1904年（明治37年）3月2日[14] - 三浦容夫
- 1904年（明治37年）4月22日[15] - 間宮林蔵
- 1904年（明治37年）10月20日[15] - 栗生俊健
- 1905年（明治38年）4月5日[15] - 若松丈作
- 1905年（明治38年）5月3日[15] - 山崎源太
- 1905年（明治38年）11月18日[15] - 加藤景正
- 1907年（明治40年）5月27日[16]
  - 権田直助、武田金次郎（藎）、長谷川通之介、井田平三郎、朝倉源太郎、村島万次郎、国分新太郎、須藤敬之進、前木六三郎、三橋金六、根本新平、滝平主殿、小林幸八、川瀬専蔵、栗田源左衛門、畑弥平、横田藤四郎、千葉重太郎（一胤）、高橋甲太郎、露木恒之進、角倉了以、奥八兵衛
- 1907年（明治40年）7月22日[17]
  - 磯林真三、堀本礼造
- 1907年（明治40年）10月23日[17] - 香川景樹
- 1907年（明治40年）11月15日[18]
  - 木村謙次、吉成信貞（又衛門）、宮本茶村（尚一郎）、小場兵馬
- 1908年（明治41年）9月9日[19]
  - 菊池教中（澹如）、岡田真吾、豊間源之進、白土右門、川井小六、竹俣当綱、莅戸善政、南部政長、桜田良佐
- 1908年（明治41年）11月13日[19]
  - 上島掃部、林豹吉郎、今村文吾
- 1909年（明治42年）5月29日[19] - 山本亡羊（永吉）
- 1909年（明治42年）9月11日[20]
  - 戸田三弥、高岡夢堂、松田東吉郎（和孝）、横山猶蔵、黒川良安、内山七郎右衛門（良休）、内山隆佐
- 1910年（明治43年）11月16日[21]
  - 古川古松軒（平次兵衛）、山田方谷（安五郎）、成田太郎、江見鋭馬
- 1911年（明治44年）6月1日[22]
  - 高杉小忠太（丹治）、中村祇歓、岡本三右衛門（桜園）、久坂玄機、河村瑞賢、金子重之輔、松浦松洞（亀太郎）、宮城彦助、香川半助、冷泉五郎、桜井三木三、有賀半弥、森半蔵、前木新八郎、榊鉞三郎、古川主馬之介、千葉昌平、石井金四郎、池田留吉、小堀寅吉、中村貞介、山崎信之介、中村乙次郎
- 1911年（明治44年）8月15日[22]
  - 最上徳内、近藤重蔵、高田屋嘉兵衛
- 1911年（明治44年）11月15日[23]
  - 高根正也、橋本有幸、阿部豪逸、柏木民部、原田七郎、宮崎安貞、百武万里、武谷元立、河合茂山、八代利征、樺島石梁（勇七）、淵上郁太郎、田代重栄（弥三左衛門）、多久茂文、谷口藍田（中秋）、林桜園（有通）
- 1912年（明治45年）2月26日[24]
  - 座田維貞、秋良貞温、塩谷正義（第四郎）、宇多太左衛門、難波伝兵衛、有川恒槌、泉十郎、林与、片見小次郎、伊木均、東沢瀉（崇一）、栗栖天山（平次郎）、南部俊三郎、山口直
- 1912年（大正元年）11月19日[25]
  - 伊奈忠次、桃井可堂（儀八）、小田熊太郎、竹内啓、桜国輔、小川香魚、西川練造、金井国之丞、根岸武香（伴七）、塩川広平
- 1913年（大正2年）11月17日[25]
  - 鈴木春山、間宮六郎、千賀信立、古橋暉児
- 1914年（大正3年）11月19日[26]
  - 五代友厚、藤井藍田（平左衛門）、和田佐市、住友友芳
- 1915年（大正4年）10月24日[26] - 山崎清良
- 1915年（大正4年）11月10日[27]
  - 北条実時、藤井高尚、岩瀬忠震（修理）、池田長発、高橋清臣、鷲津毅堂（宣光）、中沼了三、伊達邦直、青山延光（量太郎）、阪谷朗廬（素）、村山隆義、村山信義、村山義盛、岡村簣斎（熊彦）、坂東篤之輔、有元佐吉、福地政次郎、真木彦之進、村田理介、福地勝衛門、梶清次衛門、鳥居瀬兵衛、大久保甚五左衛門、山中新左衛門、岡田新太郎、美濃部又五郎、三浦贇男、林五郎三郎、林忠左衛門、大胡聿蔵、下野隼次郎、矢野長九郎、住谷寅之介、川瀬教徳（七郎衛門）、石河徳五郎、竹垣直温（三右衛門）、小山秀朝、片岡八郎（利一）、磯谷久次、朝山日乗、羽地朝秀、浅野長祚（金之丞）、平塚瓢斎（利助）、樋口謙之亮、大島友之允、児島三郎、平野縫殿（重久）、大和田外記、小山春山（鼎吉）、河野守弘（伊右衛門）、青木彦三郎、千葉良平、近藤織部、長谷川昭道（深美）、渋江厚光（内膳）、須田政三郎（盛貞）、川部伊織、早川弥五左衛門、安達幸之助、松本古堂（巌）、小林柔吉、小橋安蔵、小橋友之輔、藤川三渓（将監）、城武平、村田政矩（若狭）、北郷資常、北郷久信、吉田清基（清右衛門）、下河辺長流（彦六）、安藤為章（右平）、鹿持雅澄、田中大秀、吉弘元常（左介）、石田一鼎（安左衛門）、宇都宮遯庵（三近）、川田雄琴（資深）、酒泉竹軒（彦太夫）、那波師曾（主膳）、広瀬淡窓（求馬）、朝川善庵（鼎）、上田鳳陽（茂右衛門）、塩谷宕陰（甲蔵）、向井元升、吉益東洞（周助）、坪井信道、児玉順蔵、宇田川榕菴（榕）、日野鼎哉、水原三折（義博）、新宮凉庭、西島八兵衛、川村元吉（孫兵衛）、香川将監、蔡温（具志頭温）、楢林鎮山（新五兵衛）、中根元圭（丈右衛門）、吉雄耕牛（幸左衛門）、林靏梁（伊三郎）
- 1916年（大正5年）4月11日[28]
  - 桐野利秋、篠原国幹
- 1916年（大正5年）11月15日[28]
  - 佐田白茅、緒方春朔、大音青山、前山清一郎、村上仏山（潜蔵）、藤田貞資（権平）
- 1916年（大正5年）12月28日[29]
  - 益田元祥、樺山久舒（舎人）、浅野忠、斎藤資定、西川如見、宇久競、本木庄左衛門、本木良永（仁太夫）、村山義信、青木賢清、坂井虎山（百太郎）、香川南浜（修蔵）、金子霜山（徳之助）、大洲鉄然、永富独嘯庵（鳳助）、河野通有、土居通重、脇蘭室（儀一郎）、秋山玉山（儀右衛門）、高本紫溟（敬蔵）、長瀬真幸（七郎平）、住江松翁、下津休也、中原猶介、柴山良助、蓑田伝兵衛、島津久籌（又七）、島津久徴（新八郎）
- 1917年（大正6年）11月17日[30]
  - 森寺常邦、岡田善同、巌垣龍渓（彦明）、城多董、高橋宗恒、石田梅岩（勘平）、中井甃庵（忠蔵）、大蔵永常（徳兵衛）、谷三山（昌平）、山田重忠、鏡久綱、宮崎定範、菊池海荘（孫助）、宗信、戸野兵衛
- 1918年（大正7年）11月18日[31]
  - 松崎慊堂（復）、高橋竹之助、吉田瑶泉（市右衛門）、大館謙三郎、安井政章（与左衛門）、吉成恒次郎、谷鉄蔵、富田三保之介、里見四郎左衛門、栗田八郎兵衛、新井源八郎、林了蔵、中村新八（春帆）、大井松隣（介衛門）、小幡友七郎、越惣太郎、白井織部、杉浦羔二郎、岡部忠蔵、桑原治兵衛、小宮山昌秀（次郎右衛門）、杉山復堂（千太郎）、高橋坦室（又一郎）、飯田軍蔵、小山田与清（外記）、小野友五郎、岸本武太夫、石井包孝、大関弾右衛門、恩田民親（木工）、河原均、大槻平泉（民治）、白石宗直、秋田静臥、橋本正茂、館山善左衛門、本間光丘（四郎三郎）、辻辰之助、那波三郎右衛門（祐章）、守屋杢右衛門、仁賀保誠政（兵庫）
- 1919年（大正8年）5月16日[32] - 三浦権太夫
- 1919年（大正8年）11月15日[33]
  - 赤塚芸庵（正賢）、沢顕連、池田種徳、木下弥八郎、朝山意林庵（素心）、野田笛浦（希一）、和田義亮、五井蘭洲（藤九郎）、並河寒泉（復一）、村上真輔、阿江与助、鈴木重胤、東条義門、橘曙覧、松南六郎兵衛、植月重佐、鷹取種佐、西山拙斎、長尾勝明（隼人）、植田乙次郎、寺尾小八郎、山岡八十郎、石井末忠、華岡青洲（震）、多田宗太郎、土肥大作、太田次郎（資邦）、村上義弘、松根図書、松浦宗案、足立重信、谷秦山（重遠）、長岡謙吉（恂）、伊藤和兌
- 1920年（大正9年）12月22日[34] - 山本尚徳
- 1922年（大正11年）9月1日[34] - 三隅兼連
- 1924年（大正13年）2月11日[35]
  - 高津長幸、加賀美光章、平田鐵胤、今村英生、井上長秋、楫取魚彦（伊能茂左衛門）、支倉常長（六右衛門）、林毛川（芥蔵）、原田佐秀、二宮敬作、新納八郎二、本多利明、大江景繁、岡本寧浦（退蔵）、太田黒伴雄、大橋慎三、川村修就（清兵衛）、加屋霽堅、海保青陵（儀平）、亀井昭陽（昱太郎）、河崎董、片山北海（忠蔵）、横尾文輔（紫洋）、竹内玄同、武元北林（立平）、谷真潮（丹内）、都筑九郎右衛門、成田正右衛門、野村空翠（次左衛門）、野呂元丈、国友尚克（与五郎）、倉石侗窩（典太）、山内甚五左衛門、山之内貞奇、楊井三之允、藤堂元施、福光佐長、小山義政、近藤茂左衛門、阿部将翁（輝任）、斎藤拙堂（徳蔵）、真田桜山（貫道）、木曾源太郎、嶺田楓江（雋）、三輪執斎（善蔵）、神保綱忠、島津久容、柴野碧海（平次郎）、望月恒隆（五郎左衛門）、本居春庭（健蔵）、陶山鈍翁（庄右衛門）、鈴木正長、鱸半兵衛、鈴木石橋（四郎兵衛）、杉山和一
- 1925年（大正14年）9月[36] - 津阪東陽（洋之助）
- 1926年（大正15年）9月17日[36] - 三瀬諸淵（周三）
- 1927年（昭和2年）6月15日[36] - 山梨稲川（東平）
- 1928年（昭和3年）11月10日[37]
  - 青木永弘、村山松根、森寛斎、伊良子道牛、原古処（震平）、早川正紀（八郎左衛門）、楡井頼仲、西村太冲、堀将俊、大原幽学、遠近鶴鳴（次左衛門）、小倉実房（実澄）、若林強斎（新七）、若江薫子、片倉景綱（小十郎）、葛城彦一、河野鉄兜（絢夫）、加倉井砂山（淡路）、神谷守政（内膳）、吉田豊、田原直助、谷村昌武、谷山隆信、田所寧親（左右次）、橘守部、田口俊平、伊達宗重、竹村東野（節之進）、滝鶴台（弥八）、曾小川久郷、津金胤臣（文左衛門）、ジョン万次郎（中浜万次郎）、中垣謙斎（秀実）、長山四郎兵衛、中島治平、山本淡斎（晴太郎）、松田伝十郎、松永貞辰、牧山忠平、船越昌隆（八百十郎）、福田太郎八、藤井良節、藤原家賢（酒匂八郎）、富士谷御杖、富士谷成章、古賀謹一郎、愛甲季定（平左衛門）、佐藤豊助、相楽総三、五月女三左衛門、菊池容斎（武保）、美馬順三、白井矢太夫、島男也、重見通勝、人見弥右衛門、人見竹洞（又七郎）、平野重定、平松楽斎（喜蔵）、関藤藤陰、鈴木庄蔵（宣尊）
- 1931年（昭和6年）8月22日[38]
  - 入来院有重、入来院致重、入来院重尚
- 1931年（昭和6年）10月20日[38] - 河野通時
- 1931年（昭和6年）11月6日[39] - 角倉素庵（与一）
- 1933年（昭和8年）9月9日[39] - 安達清風
- 1933年（昭和8年）10月7日[39] - 相良藤次
- 1934年（昭和9年）5月3日[39] - 植田艮背（玄節）
- 1934年（昭和9年）11月12日[39] - 加藤桜老（煕）
- 1935年（昭和10年）5月11日[39] - 橋本宗吉
- 1935年（昭和10年）7月25日[39] - 摂津助公清尊
- 1941年（昭和16年）8月5日-立山雪
- 1943年（昭和18年）1月18日- 大原孫三郎
- 1944年（昭和19年）7月4日[40] - 御巫清直

## 日本国憲法施行後に正五位に叙せられた著名な人物

### 政治家
- 緒方惟一郎 - 官選青森県知事、警視庁消防部長
- 石田一松 - 衆議院議員、演歌師
- 小野義夫 - 参議院議員
- 橋本欣五郎 - 衆議院議員、帝国陸軍大佐
- 靑野武一 - 衆議院議員、
- 赤澤與仁 - 参議院議員
- 中上川アキ - 参議院議員、タレント（藤原あき）
- 新井京太 - 衆議院議員、東京都議会議員
- 安部俊吾 - 参議院議員
- 伊部真 - 参議院議員
- 瀧井治三郎 ｰ 参議院議員、タキイ種苗社長
- 大島定吉 - 栃木市長、参議院議員、衆議院議員
- 鈴木美枝子 - 参議院議員、俳優（望月優子）
- 小比類巻富雄 - 青森県三沢市長、青森県議会議員
- 奥村悦造 - 参議院議員、滋賀県副知事、滋賀県議会議員
- 岩木哲夫 - 参議院議員
- 井上なつゑ - 参議院議員、日本産婆看護婦保健婦協会会長
- 浅野拡 - 参議院議員、岐阜県議会議長、岐阜県輪之内町長
- 安部清美 - 参議院議員、福岡県教育委員会委員長
- 岩崎正三郎 - 参議院議員
- 西岡ハル - 参議院議員、長崎新聞社副社長
- 梅津錦一 - 参議院議員
- 塩島大 - 衆議院議員
- 加賀操 - 参議院議員
- 和泉照雄 - 参議院議員、鹿児島県議会議員
- 足立梅市 - 衆議院議員、弁護士
- 青井政美 - 参議院議員
- 井形卓三 - 東京都文京区長
- 本村和喜 - 参議院議員、福岡県議会議員
- 甘利正 - 衆議院議員、神奈川県議会議長、神奈川県依知村長
- 飯島連次郎 - 参議院議員
- 上林与市郎 - 衆議院議員
- 飯塚正二 - 静岡県藤枝市長
- 沖田正人 - 衆議院議員、東京都議会議員
- 高橋圭三 - 参議院議員、アナウンサー
- 平野清 - 参議院議員、サラリーマン新党代表
- 川野辺静 - 参議院議員、小児科医
- 奥谷通敏 - 衆議院議員、兵庫県議会議員（奥谷通）
- 大塚喬 - 参議院議員、栃木県議会議員
- 西田猛 - 衆議院議員
- 高橋久二 - 東京都品川区長
- 小川勇夫 - 神奈川県相模原市長、神奈川県議会議員
- 猪俣良記 - 福島県会津若松市長、福島県議会議員
- 高橋榮一郎 - 山形県新庄市長、プロ野球選手
- 岩田弘志 - 北海道室蘭市長
- 安藤正夫 - 神奈川県南足柄市長
- 青木宏之 - 衆議院議員、愛知県議会議員
- 門脇政夫 - 兵庫県八千代町長、野間谷村長、兵庫県議会議員
- 井上信也 - 大阪府摂津市長
- 小笠原幸 - 徳島県阿波市長、市場町長
- 木本平八郎 - 参議院議員、作家（八木大介）
- 福島茂夫 - 参議院議員、医師
- 寺西学 - 愛知県議会議長
- 奥村慎太郎 - 長崎県雲仙市長、長崎県議会議員
- 園田天光光 - 衆議院議員（松谷天光光）
- 逢󠄀澤英雄 - 衆議院議員
- 鷲尾弘志 - 兵庫県議会議長
- 石橋誠晃 - 愛知県常滑市長
- 森下博之 - 参議院議員、高知県議会議員
- 安楽岡一雄 - 群馬県館林市長
- 八浪知行 - 熊本県議会議長、高校野球指導者、プロ野球選手
- 石松安次 - 大分県日田市長
- 山口武平 - 茨城県議会議長、全国都道府県議会議長会長
- 宮川典子 - 衆議院議員
- 江村利雄 - 大阪府高槻市長
- 岡部英男 - 衆議院議員、茨城県議会議長
- 高橋紀世子 - 参議院議員
- 古賀俊昭 - 東京都議会議員
- 市川武 - 静岡県裾野市長
- 西野康雄 - 参議院議員、講談師（四代目旭堂南陵、三代目旭堂小南陵）
- 安宅敬祐 - 岡山市長
- 金原博 - 石川県議会議長、新進石川代表
- 神山好市 - 東京都中野区長
- 松原昌平 - 大阪市会議長、吉本新喜劇俳優（船場太郎）
- 川井重勇 - 東京都議会議長、中野区議会議員
- 佐藤静雄 - 参議院議員、福島県出納長
- 鷲澤正一 - 長野市長
- 本田良一 - 参議院議員、熊本県議会議員
- 大橋建一 - 和歌山市長
- 井上信幸 - 大分県別府市長
- 四家啓助 - 福島県いわき市長
- 粟森喬 - 参議院議員
- 三田敏哉 - 東京都議会議長
- 畠山健治郎 - 衆議院議員、秋田県大館市長
- 保立一男 - 茨城県神栖市長
- 三石久江 - 参議院議員
- 高島直樹 - 東京都議会議長
- 荒木泰臣 - 熊本県嘉島町長、全国町村会長
- 熊谷市雄 - 衆議院議員
- 松井良夫 ₋ 大阪府議会議長
- 中本弘 ₋ 広島市議会議長
- 東川裕 - 奈良県御所市長
- 乾晴美 - 参議院議員
- 岩倉博文 - 衆議院議員、北海道苫小牧市長

### 芸能人・文化人・学者
- 早川三代治 - 小説家、経済学者
- 伊藤整 - 小説家、文芸評論家
- 東海林太郎 - 歌手
- 野村万作 - 狂言方能楽師（六世野村万蔵）、人間国宝
- 樋口鬼三郎 - 歌舞伎俳優（三代目尾上多賀之丞）、人間国宝
- 宮肇 - 歌人（宮柊二）
- 川喜多かしこ - 川喜多記念映画文化財団理事長
- 青木清相 - 法学者
- 大原富枝 - 小説家
- 岩城宏之 - 指揮者
- 粟谷菊生 - シテ方喜多流能楽師、人間国宝
- 青山次郎 - 日本舞踊花柳流舞踊家（二代目花柳壽樂）、人間国宝
- 中里忠夫 - 唐津焼陶芸家（十三代中里太郎右衛門）、人間国宝
- 堀越夏雄 - 歌舞伎俳優（十二代目市川團十郎）
- 子安美知子 - ドイツ文学者
- 大井邦雄 - 英文学者
- 浅野清太郎 - 講談師（六代目一龍斎貞水）、人間国宝
- 照喜名朝一 - 琉球古典音楽三線奏者、人間国宝
- 牟田口照國 - 長唄三味線奏者（杵屋勝国）、人間国宝
- 北村敬子 - 会計学者[41]。
- 佐野ぬい - 洋画家、女子美術大学学長
- 加藤哲夫 ₋ 早稲田大学名誉教授
- 西澤脩 - 会計学者、早稲田大学名誉教授

### スポーツ選手・指導者
- 松沢一鶴 - 競泳選手、水泳日本代表監督、東京都教育委員会委員長
- 市川國市 - 大相撲力士（元前頭・出羽ノ花國市）、日本相撲協会理事長
- 長沼健 - サッカー選手、サッカー日本代表監督、日本サッカー協会会長
- 松平康隆 - バレーボール選手、男子バレーボール日本代表監督

### その他
- 速水和彦 - 機械工学者
- 安倍邦衛 - 東京地下鉄道技師長
- 梅澤捨次郎 - 建築家
- 正田貞一郎 - 日清製粉会長、東武鉄道会長、上皇后美智子祖父
- 安蔵弥輔 - 東京電力初代社長・会長
- 一柳米来留 - 建築家（ウィリアム・メレル・ヴォーリズ）、近江兄弟社創設者
- 聖園テレジア - 修道女、聖園保母学院、聖園女学院創立者
- 小林米三郎 - 小林酒造社長、参議院議員
- 榊原郁三 - アート商会・アート金属工業創業者
- 清棲幸保 - 鳥類学者
- 高畑誠一 - 日商会長
- 浅地庄太郎 - 日本不動産管理創業者
- 太田寛一 - よつ葉乳業創業者
- 三木淳 - 報道写真家
- 青木清相 - 法学者
- 橋本公亘 - 法学者
- 内山尚三 - 法学者、札幌大学学長
- 鳥井信一郎 - サントリー社長
- 岸田綱太郎 - 医学博士
- 相馬雪香 - 平和活動家、尾崎行雄記念財団副会長
- 島津久厚 - 学習院院長、都城島津氏28代当主
- 大倉敬一 - 月桂冠社長
- 波多野裕造 - 外交官、ジャーナリスト
- 岩井重人 - 住友不動産販売社長
- 梅崎利秋 - 新京成電鉄社長
- 岡本行夫 - 外交官、外交評論家、内閣総理大臣補佐官
- 土屋嶢 - 大垣共立銀行会長
- 布施孝之 ₋ キリンビール社長
- 齋賀秀夫 - 国語学者、国立国語研究所名誉所員
- 中埜和英 - ミツカンホールディングス会長（八代中埜又左衛門）
- 松長有慶 - 高野山真言宗金剛峯寺第412世座主
- 黒土始 - 第一交通産業創業者
- 林虎彦 - レオン自動機創業者
- 矢野博丈 ₋ 大創産業創業者
- 山崎彰三 ₋ 日本公認会計士協会会長
- 井阪健一 ₋ 野村アセットマネジメント会長、大阪経済大学理事長
- 松谷克 ₋ 日本紙パルプ商事会長
- 片岡直公 ₋ 全日警創業者